# Malajci
Malajci jsou etnická skupina obývající především Malajský poloostrov a přilehlou oblast. Většinovou populaci tvoří v Malajsii a v Bruneji, v Malajsii žije přibližně polovina všech Malajců. Malajci jsou dále významnou menšinou v Indonésii (třetí nejpočetnější etnikum tohoto státu, soustředěni hlavně na Sumatře a Kalimantanu), v Thajsku (především na thajské části Malajského poloostrova) a v Singapuru. Většina Malajců hovoří malajsky či indonésky, přičemž indonéština je jazyk odvozený od jednoho z malajských dialektů.
Malajci přišli do oblasti Malajského poloostrova a okolních ostrovů pravděpodobně z asijského vnitrozemí mezi lety 2500 a 1500 př. n. l.